# ألكسندر شيرشوف
ألكسندر شيرشوف (مواليد 25 أغسطس 1972) هو مبارز بالسيف روسي، مثّل بلاده في الألعاب الأولمبية الصيفية 1992.

## روابط خارجية
ألكسندر شيرشوف على موقع الاتحاد الدولي للمبارزة (الإنجليزية)
- ألكسندر شيرشوف على موقع الاتحاد الأوروبي للمبارزة (الإنجليزية)
- ألكسندر شيرشوف على موقع اللجنة الأولمبية الدولية (الإنجليزية)
- ألكسندر شيرشوف على موقع أوليمبيديا (الإنجليزية)